# Robert Greig
Robert Greig, född 27 december 1879 i Melbourne, död 27 juni 1958 i Los Angeles, Kalifornien, var en skådespelare. Greig medverkade i över 100 amerikanska filmer, flera i regi av Preston Sturges, och mycket ofta i rollen som butler. Han gjorde debut på Broadway 1928 och medverkade i fem scenproduktioner där.

## Filmografi i urval
- 1930 – Muntra musikanter
- 1932 – Din för i kväll
- 1932 – Tjuvar i paradiset
- 1934 – Ett drama i New York
- 1934 – Madame Du Barry
- 1936 – Ching Ching
- 1936 – Den ödesdigra timmen
- 1936 – Hämnden
- 1936 – Rose-Marie
- 1936 – Theodora leker med elden
- 1936 – Den store Ziegfeld (ej krediterad)
- 1937 – Pappa har en väninna
- 1938 – Algiers
- 1938 – Komedien om oss människor (ej krediterad)
- 1939 – Flammande vildmark
- 1940 – Min man har en väninna
- 1940 – Tjuven i Bagdad
- 1941 – Med tio cents på fickan
- 1941 – Kvinnan Eva
- 1942 – Tusen och en natt
- 1942 – Farlig som synden
- 1942 – Flykten till Söderhavet
- 1942 – Dårarnas paradis
- 1944 – En sällsam bekännelse
- 1944 – Mrs. Parkington (ej krediterad)
- 1945 – Dorian Grays porträtt
- 1947 – Åh, en sån onsdag
- 1948 – Otrogen u.p.a. (ej krediterad)